# 库法体

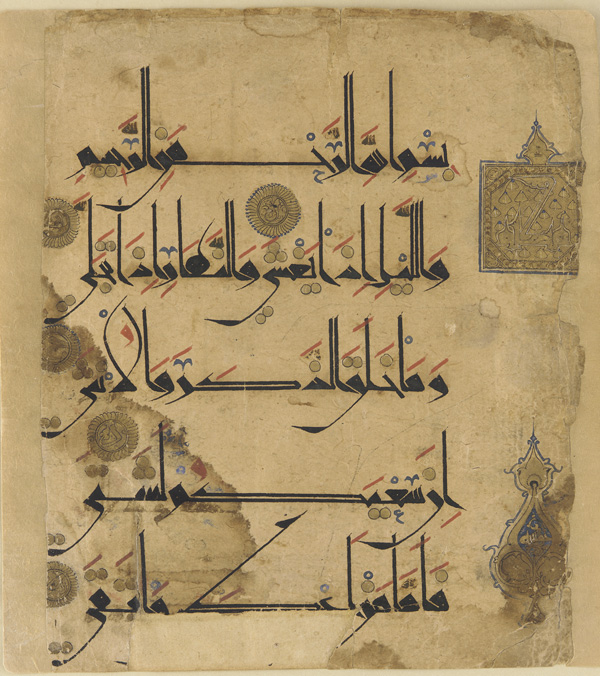
公元11世纪的库法体古兰经

库法体或棱角体（阿拉伯语：‎），是伊斯兰书法中最为古老的一种字体，以阿拉伯字母和早期的納巴泰字母进行书写。以伊拉克历史文化名城库法而命名。库法体的使用是伴随着伊斯兰教的兴起而传播至整个阿拉伯半岛的。公元七世纪的第一版古兰经是用这种字体的前身汉志体所撰写出版的。

## 特点
库法体主要分为三大类，

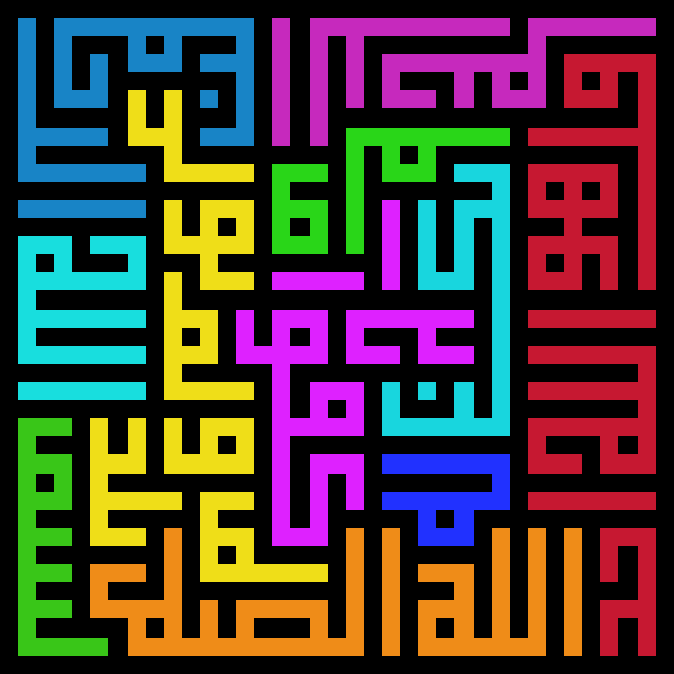
现代创作的库法体书法

1. 有饰型，在字里行间添加各种花、叶、枝、藤等图案。
2. 无饰型，无点缀装饰简洁明了。
3. 几何型，十分工整，是真正意义上的横平竖直。

库法体在辅音字母上并没有指向性区分，如B、T和TH。由于使用时间较广，使得此种字体出现了区域性差异，如北非地区的“马格里布字体”和阿拉伯半岛地区的库法体目前差异已经较大。